# KinKi KaraoKe Single Selection
《KinKi KaraoKe Single Selection》은 KinKi Kids의 가라오케 앨범이다. 2000년 7월 19일 쟈니즈 엔터테인먼트를 통하여 발매되었다.

## 수록곡
1. 硝子の少年
작곡: 山下達郎(야마시타 타츠로)　편곡: 山下達郎(야마시타 타츠로)
2. 愛されるより 愛したい
작곡: 馬飼野康二(마카이노 코지)　편곡: CHOKKAKU
3. ジェットコースター・ロマンス
작곡: 山下達郎(야마시타 타츠로)　편곡: 船山基紀(후네야마 모토키)
4. 全部だきしめて
작곡: 吉田拓郎(요시다 타쿠로)　편곡: 武部聡志(다케베 사토시)
5. 青の時代
작곡: canna　편곡:新川博(신카와 히로시)
6. Happy Happy Greeting
작곡: 山下達郎(야마시타 타츠로)　편곡: 山下達郎(야마시타 타츠로)
7. シンデレラ・クリスマス
작곡: 谷本新(타니모토 신)　편곡: 長岡成貢(나가오카 세이코)
8. やめないで,PURE
작곡: 筒美京平(츠츠미 쿄헤이)　편곡: WACKY KAKI
9. フラワー
작곡: H∧L/音妃　편곡: 船山基紀(후네야마 모토키)
10. 雨のMelody
작곡: 坂井秀陽(무토 토시후미)/武藤敏史(사카이 히데아키)　편곡: 有賀啓雄(아리가 노부오)
11. to Heart
작곡: 宮崎歩(미야자키 아사미)　편곡: CHOKKAKU
12. 好きになってく 愛してく
작곡: 堂本光一(도모토 코이치)　편곡: 武部聡志(타케베 사토시)